# Rudolfowo
Rudolfowo (deutsch Rudolfsfelde) ist ein Wohnplatz und Schulzenamt der Landgemeinde Działdowo im Powiat Działdowski der Woiwodschaft Ermland-Masuren in Polen.

## Geographie
Der Ort liegt im Südwesten der Woiwodschaft Ermland-Masuren. Er grenzt im Osten an die Stadtgemeinde Działdowo (Soldau), in der Powiat und Landgemeinde ihren Sitz haben. Die weiteren Nachbarorte sind der Schulort Księży Dwór (Niederhof) im Süden, Pierławki (Pierlawken) im Westen und jenseits von Bahn und Straße Burkat (Borchersdorf) im Norden.
Das Umland ist von Landwirtschaft geprägt, angebaut werden Kartoffeln und Getreide.

## Geschichte
Rudolfsfelde hatte im Jahr 1905 26 Einwohner. Es wird 1913 als „Gut“ bezeichnet und lag im Kreis Neidenburg in Ostpreußen. Nach dem Ersten Weltkrieg kam das Soldauer Gebiet am 10. Januar 1920 durch den Versailler Vertrag an die Zweite Polnische Republik.
Nach dem Überfall auf Polen wurde der Powiat als „Landkreis Soldau“ im November 1939 in den Regierungsbezirk Allenstein eingegliedert. Die Landkreise Neidenburg und Soldau wurde am 24. April 1940 zum Landkreis Neidenburg vereinigt.
Das Gebiet von Działdowo wurde um den 18. Januar 1945 befreit. Die Stadt Działdowo wurde wieder Sitz des Powiat in der Woiwodschaft Warschau. Angehörige der deutschen Minderheit wurden vertrieben. Rudolfowo kam zum 6. Juli 1950 zur Woiwodschaft Olsztyn und zum 1. Juni 1975 zur Woiwodschaft Ciechanów. Der Ort Rudolfowo wurde 1954 Teil der Gromada Działdowo. Im Jahr 1975 erfolgte auch die Auflösung des Powiat.
Die Landgemeinde Działdowo mit Rudolfowo wurde 1973 aus verschiedenen Gromadas gebildet. Sie kam zum 1. Januar 1999 zur neu geschaffenen Woiwodschaft Ermland-Masuren und zum wieder errichteten Powiat Działdowski.
Seit den Kommunalwahlen von 2018 ist Elżbieta Jebram Schulzin (sołtys) des Orts. Der Rat des Schulzenamts setzt sich aus Sylwia Czarnecka, Agnieszka Fetka und Jolanta Wiśnicka zusammen.

## Gedenkort
Im Ersten Weltkrieg fielen bei Rudolfsfelde die Unteroffiziere Koschnik und Linse sowie elf Wehrmänner des 21. Landwehr-Infanterie-Regiments in Danzig. Sie wurden im Kriegerfriedhof am Birkenwäldchen Baran beigesetzt. Die Inschrift des Gemeinschaftsgrabes lautet: Hier ruhen in Gott / die am 16. Nov. 1914 / für König und Vaterland / gefallenen 13 Helden / der 1. Komp. Landw. J. R. 21. Der große Grabstein im Norden des Orts ist noch, durch die Vegetation sehr beschädigt, erhalten. Die Grabstelle liegt heute inmitten bewirtschafteter Felder.

## Kirche
Bis 1920 war Rudolfsfelde in die evangelische Pfarrkirche Soldau in der Kirchenprovinz Ostpreußen der Kirche der Altpreußischen Union und zwischen 1920 und 1945 in die Diözese Działdowo der Unierten Evangelischen Kirche in Polen, außerdem in die römisch-katholische St.-Adalbert-Kirche in Soldau/Działdowo eingegliedert. Heute gehört Rudolfowo evangelischerseits zur Erlöserkirche Działdowo in der Diözese Masuren der Evangelisch-Augsburgischen Kirche in Polen sowie katholischerseits zur Kreuzerhöhungskirche Działdowo im Dekanat Działdowo des Bistums Toruń (Thorn).

## Verkehr
Eine Gemeindestraße erreicht nach einem Kilometer die Woiwodschaftsstraße 544, die von Działdowo im Osten nach Lidzbark (Lautenburg) und Brodnica (Strasburg an der Drewenz) führt. Der nächste Bahnhof ist Działdowo an der Bahnstrecke Warschau–Danzig.